# دختر قوچانی
دختر قوچانی یا یه دونه انار از ترانه‌های فولکلوریک خراسانی است که توسط خوانندگان زیادی از جمله اسماعیل ستارزاده، شهلا سرشار، سیما بینا، پروا و محسن میرزاده اجرا شده‌است.

## متن ترانه
| یه دونه انار دو دونه انار |  | سیصد دونه مروارید |
| می‌شکنه گل می‌پاشه گل       |  | دختر قوچانی       |